# KERA
Кератокан - кератансульфатный протеогликан, кодируемый геном KERA. Наряду с люмиканом и мимеканом, кератокан составляет важную часть структуры роговицы, обеспечивая её прозрачность. Кератансульфатные протеогликаны принадлежат к более широкому семейству малых богатых лейцином протеогликанов (англ. small leucine-rich proteoglycans, SLRP). Мутации гена KERA вызывают редчайшее нарушение формы глаза - cornea plana 2 (уплощение поверхности роговицы).